# 小串容子
小串 容子（こぐし ようこ）は、日本の元声優、女優。
1960年代後半にデビューしてから日本では主に1980年代まで活動していた。フランス在住していたが、帰国。
東京アーチストプロ、松田企画システム、東京俳優生活協同組合、青二プロダクションに所属していた。

## 人物
『ゲゲゲの鬼太郎（第1作）』で砂かけばばあ役にて準レギュラーとなり、第2作ではレギュラーヒロインとなったねこ娘を担当した。
1980年代になってから表舞台での活躍が止まり、長らく消息が聞かれなかったが、『鬼太郎 （第1作・第2作）』で共演していた野沢雅子や大塚周夫らの証言（DVDBOX付属の解説ブックの対談など）によると、1980年代前半にフランスへ演劇の勉強のために留学して、そのままフランスへ帰化して現在も居住しているとのことで、これは野沢雅子、田の中勇、大塚周夫、永井一郎、山本圭子、八奈見乗児ら同時期から活動を続けていた業界関係者、特に小串と共演の多かった役者の間ではよく知られていた。

## 出演
太字はメインキャラクター。

### テレビアニメ
1968年
- ゲゲゲの鬼太郎（第1作）（1968年 - 1969年、砂かけばばあ 他）
- 魔法使いサリー（妻）

1971年
- ゲゲゲの鬼太郎（第2作）（1971年 - 1972年、ねこ娘）
- 新オバケのQ太郎

1972年
- デビルマン
- ど根性ガエル（1972年 - 1973年）
- 魔法使いチャッピー（荒井ミチ子）

1973年
- 荒野の少年イサム

### 劇場アニメ
- ひとりぼっち（1969年）

### テレビドラマ
- 氷点（1966年）

### 特撮
- 河童の三平 妖怪大作戦（1968年、濡女の声）